# МетроКент (станція метро)
41°06′27″ пн. ш. 28°48′04″ сх. д. / 41.10750° пн. ш. 28.80111° сх. д.
МетроКент (тур. MetroKent) — станція лінії М3 Стамбульського метрополітену. Відкрита 14 липня 2013
Пересадки
- Автобуси: 78, 78BE, 78F, 89C, 98H, 98KM, 146B, MK1, MK22;
- Маршрутки: Депрем-Конутлари — Отогар;

Конструкція станції: колонна трипрогінна станція мілкого закладення з острівною платформою
Розташована: у центрі Башакшехір, під рогом проспекту Кануні-Султан-Сюлейман та автостради Депрем-Конутлари і є частиною житлового комплексу МетроКент
| Попередня станція | Лінія | Лінія                           | Лінія | Наступна станція           |
| ----------------- | ----- | ------------------------------- | ----- | -------------------------- |
| Кінцева           |       | M3 (Стамбульський метрополітен) |       | Башак-Конутлари до Кіразли |